# Петър Костов (тонрежисьор)
Петър Здравков Костов е български тонрежисьор и преподавател в Националната музикална академия „Панчо Владигеров“, София.

## Биография
През 1990 г. завършва Средното музикално училище „Панайот Пипков“ в град Плевен със специалност „Виолончело“ (теоретична паралелка в XI и XII клас) и Националната музикална академия „Проф. Панчо Владигеров“ със специалност „Тонрежисура“ през 1994 г.
От 1992 г. до 1994 г. работи като звукорежисьор в Радио 99, радио „Витоша“ и „Витоша-Атлантик“ от 1995 г. до 2001 г., където освен с ефирна работа се занимава и с музикалното оформление на различни предавания и работи по рекламната продукция на медията.
От 1999 г. е асистент в специалността „Звукорежисура“ (днес „Звукорежисура, звуков и медиен дизайн“) и води учебни курсове по звукотехника, базови елементи и системи в звукотехниката и медийна постпродукция, като по-късно е преподавател.
От 2000 г. е тонрежисьор в дублажно студио „Александра Аудио“ за войсоувър и нахсинхронен дублаж на кино продукции и телевизионни сериали, озвучени на български език.
Петър Костов е преподавател по звукотехника в НМА „Проф. Панчо Владигеров“, а от 2022 г. е доцент по специалност „Звукорежисура, звуков и медиен дизайн“ към катедра „Теория на музиката“.

## Филмография

### Филми снахсинхронен дублаж
| Година | Заглавие                                            | Филмови студия                                                      |
| ------ | --------------------------------------------------- | ------------------------------------------------------------------- |
| 2000   | Мулан (филм, 1998)                                  | „Уолт Дисни Пикчърс“ „Уолт Дисни Фийчър Анимейшън“                  |
| 2001   | Снежанка и седемте джуджета                         | „Уолт Дисни Продъкшънс“                                             |
| 2001   | Омагьосаният император                              | „Уолт Дисни Пикчърс“ „Уолт Дисни Фийчър Анимейшън“                  |
| 2001   | Атлантида: Изгубената империя                       | „Уолт Дисни Пикчърс“ „Уолт Дисни Фийчър Анимейшън“                  |
| 2001   | Таласъми ООД                                        | „Уолт Дисни Пикчърс“ „Пиксар Анимейшън Студиос“                     |
| 2002   | Динозавър                                           | „Уолт Дисни Пикчърс“ „Уолт Дисни Фийчър Анимейшън“                  |
| 2002   | Красавицата и Звяра (филм, 1991)                    | „Уолт Дисни Пикчърс“ „Уолт Дисни Фийчър Анимейшън“                  |
| 2002   | Лило и Стич                                         | „Уолт Дисни Пикчърс“ „Уолт Дисни Фийчър Анимейшън“                  |
| 2003   | Хари Потър и Стаята на тайните                      | „Уорнър Брос Пикчърс“                                               |
| 2003   | Питър Пан: Завръщане в Невърленд                    | „Уолт Дисни Пикчърс“ „ДисниТуун Студиос“                            |
| 2003   | Цар лъв                                             | „Уолт Дисни Пикчърс“ „Уолт Дисни Фийчър Анимейшън“                  |
| 2004   | Алиса в Страната на чудесата                        | „Уолт Дисни Продъкшънс“                                             |
| 2004   | Цар лъв 2: Гордостта на Симба                       | „Уолт Дисни Телевижън Анимейшън“                                    |
| 2004   | Цар лъв 3: Хакуна матата                            | „Уолт Дисни Пикчърс“ „ДисниТуун Студиос“                            |
| 2004   | Аладин (филм, 1992)                                 | „Уолт Дисни Пикчърс“ „Уолт Дисни Фийчър Анимейшън“                  |
| 2005   | Роботи                                              | „Туентиът Сенчъри Фокс“ „Блу Скай Студиос“                          |
| 2005   | Пепеляшка                                           | „Уолт Дисни Продъкшънс“                                             |
| 2005   | Тарзан 2                                            | „Уолт Дисни Пикчърс“ „ДисниТуун Студиос“                            |
| 2006   | Лейди и Скитника                                    | „Уолт Дисни Продъкшънс“                                             |
| 2006   | Ледена епоха 2: Разтопяването                       | „Туентиът Сенчъри Фокс“ „Блу Скай Студиос“                          |
| 2006   | Див живот                                           | „Уолт Дисни Пикчърс“                                                |
| 2006   | Гарфилд 2                                           | „Туентиът Сенчъри Фокс“ „Дейвис Ентъртейнмънт“                      |
| 2007   | Рататуи                                             | „Уолт Дисни Пикчърс“ „Пиксар Анимейшън Студиос“                     |
| 2007   | Книга за джунглата 2                                | „Уолт Дисни Пикчърс“ „ДисниТуун Студиос“                            |
| 2008   | Сто и един далматинци                               | „Уолт Дисни Продъкшънс“                                             |
| 2009   | G-Force: Специален отряд                            | „Уолт Дисни Пикчърс“ „Джери Брукхаймър Филмс“                       |
| 2009   | Коледна песен                                       | „Уолт Дисни Пикчърс“ „ИмейджМувърс Диджитал“                        |
| 2009   | Принцесата и жабокът                                | „Уолт Дисни Пикчърс“ „Уолт Дисни Анимейшън Студиос“                 |
| 2010   | Играта на играчките 3                               | „Уолт Дисни Пикчърс“ „Пиксар Анимейшън Студиос“                     |
| 2010   | Шрек завинаги                                       | „Парамаунт Пикчърс“ „Дриймуъркс Анимейшън“                          |
| 2010   | Камбанка и спасяването на феите                     | „Уолт Дисни Пикчърс“ „ДисниТуун Студиос“                            |
| 2010   | Рапунцел и разбойникът                              | „Уолт Дисни Пикчърс“ „Уолт Дисни Анимейшън Студиос“                 |
| 2011   | Майло на Марс                                       | „Уолт Дисни Пикчърс“ „ИмейджМувърс Диджитал“                        |
| 2011   | Кунг-фу панда 2                                     | „Парамаунт Пикчърс“ „Дриймуъркс Анимейшън“                          |
| 2011   | Мечо Пух                                            | „Уолт Дисни Пикчърс“ „Уолт Дисни Анимейшън Студиос“                 |
| 2011   | Котаракът в чизми                                   | „Парамаунт Пикчърс“ „Дриймуъркс Анимейшън“                          |
| 2012   | Мъпетите                                            | „Уолт Дисни Пикчърс“ „Мандевил Филмс“                               |
| 2012   | Лоракс                                              | „Юнивърсъл Пикчърс“ „Илюминейшън Ентъртейнмънт“                     |
| 2012   | Ледена епоха 4: Континентален дрейф                 | „Туентиът Сенчъри Фокс“ „Блу Скай Студиос“                          |
| 2012   | Камбанка и тайната на крилете                       | „Уолт Дисни Пикчърс“ „ДисниТуун Студиос“                            |
| 2013   | Университет за таласъми                             | „Уолт Дисни Пикчърс“ „Пиксар Анимейшън Студиос“                     |
| 2013   | Замръзналото кралство                               | „Уолт Дисни Пикчърс“ „Уолт Дисни Анимейшън Студиос“                 |
| 2014   | Как да си дресираш дракон 2                         | „Туентиът Сенчъри Фокс“ „Дриймуъркс Анимейшън“                      |
| 2015   | Пепеляшка (филм, 2015)                              | „Уолт Дисни Пикчърс“                                                |
| 2015   | У дома                                              | „Туентиът Сенчъри Фокс“ „Дриймуъркс Анимейшън“                      |
| 2015   | Отвътре навън                                       | „Уолт Дисни Пикчърс“ „Пиксар Анимейшън Студиос“                     |
| 2015   | Добрият динозавър                                   | „Уолт Дисни Пикчърс“ „Пиксар Анимейшън Студиос“                     |
| 2015   | Междузвездни войни: Епизод VII - Силата се пробужда | „Лукасфилм“                                                         |
| 2016   | Зоотрополис                                         | „Уолт Дисни Пикчърс“ „Уолт Дисни Анимейшън Студиос“                 |
| 2016   | Ледена епоха 5: Големият сблъсък                    | „Туентиът Сенчъри Фокс“ „Блу Скай Студиос“                          |
| 2016   | Сами вкъщи                                          | „Юнивърсъл Пикчърс“ „Илюминейшън Ентъртейнмънт“                     |
| 2016   | Смелата Ваяна                                       | „Уолт Дисни Пикчърс“ „Уолт Дисни Анимейшън Студиос“                 |
| 2016   | Тролчета                                            | „Туентиът Сенчъри Фокс“ „Дриймуъркс Анимейшън“                      |
| 2016   | Rogue One: История от Междузвездни войни            | „Лукасфилм“                                                         |
| 2017   | Красавицата и Звяра                                 | „Уолт Дисни Пикчърс“ „Мандевил Филмс“                               |
| 2017   | Междузвездни войни: Епизод VIII - Последните джедаи | „Лукасфилм“                                                         |
| 2018   | Соло: История от Междузвездни войни                 | „Лукасфилм“                                                         |
| 2018   | Гринч                                               | „Юнивърсъл Пикчърс“ „Илюминейшън“                                   |
| 2018   | Мери Попинз се завръща                              | „Уолт Дисни Пикчърс“                                                |
| 2019   | Аладин (филм, 2019)                                 | „Уолт Дисни Пикчърс“ „Райдбак“                                      |
| 2019   | Играта на играчките: Пътешествието                  | „Уолт Дисни Пикчърс“ „Пиксар Анимейшън Студиос“                     |
| 2019   | Цар лъв (филм, 2019)                                | „Уолт Дисни Пикчърс“ „Феървю Ентъртейнмънт“                         |
| 2019   | Замръзналото кралство 2                             | „Уолт Дисни Пикчърс“ „Уолт Дисни Анимейшън Студиос“                 |
| 2020   | Мулан (филм, 2020)                                  | „Уолт Дисни Пикчърс“                                                |
| 2021   | Том и Джери                                         | „Уорнър Брос Пикчърс“ „Уорнър Анимейшън Груп“                       |
| 2021   | Зайчето Питър 2: По широкия свят                    | „Кълъмбия Пикчърс“                                                  |
| 2021   | Космически забивки: Нови легенди                    | „Уорнър Брос Пикчърс“ „Уорнър Анимейшън Груп“                       |
| 2021   | Круиз в джунглата                                   | „Уолт Дисни Пикчърс“ „Дейвис Ентъртейнмънт“ „Севън Бъкс Продъкшънс“ |
| 2021   | Енканто                                             | „Уолт Дисни Пикчърс“ „Уолт Дисни Анимейшън Студиос“                 |
| 2022   | Мей Червената панда                                 | „Уолт Дисни Пикчърс“ „Пиксар Анимейшън Студиос“                     |
| 2022   | Лошите момчета                                      | „Юнивърсъл Пикчърс“ „Дриймуъркс Анимейшън“                          |
| 2022   | Баз Светлинна година                                | „Уолт Дисни Пикчърс“ „Пиксар Анимейшън Студиос“                     |
| 2022   | DC Лигата на супер-любимците                        | „Уорнър Брос Пикчърс“ „Уорнър Анимейшън Груп“                       |
| 2022   | Аватар                                              | „Туентиът Сенчъри Студиос“ „Лайтсторм Ентъртейнмънт“                |
| 2022   | Крокодилът Лайл                                     | „Кълъмбия Пикчърс“                                                  |
| 2022   | Чуден свят                                          | „Уолт Дисни Пикчърс“ „Уолт Дисни Анимейшън Студиос“                 |
| 2022   | Аватар: Природата на водата                         | „Туентиът Сенчъри Студиос“ „Лайтсторм Ентъртейнмънт“                |
| 2022   | Котаракът в чизми 2                                 | „Юнивърсъл Пикчърс“ „Дриймуъркс Анимейшън“                          |
| 2023   | Приключението на мумиите                            | „Уорнър Брос Пикчърс“                                               |
| 2023   | Малката русалка                                     | „Уолт Дисни Пикчърс“                                                |
| 2023   | Стихии                                              | „Уолт Дисни Пикчърс“ „Пиксар Анимейшън Студиос“                     |
| 2023   | Индиана Джоунс и реликвата на съдбата               | „Уолт Дисни Пикчърс“ „Лукасфилм“                                    |
| 2023   | „Привидения в къщата“                               | „Уолт Дисни Пикчърс“ „Райдбак“                                      |

### Филми с войсоувър дублаж
- „Бетовен“ (дублаж на „Александра Аудио“), 2000
- „Капан за родители“ (дублаж на „Александра Аудио“), 2000
- „Каспър“ (дублаж на „Александра Аудио“), 2006
- „Походът на императорите“ (дублаж на „Александра Аудио“), 2006

### Сериали
- „Бен 10“, 2009
- „Бен 10: Омнивърс“, 2012
- „Бен 10: Ултра-извънземен“, 2010
- „Гръмотевичните котки“, 2012
- „Клуб Маус“, 2003-2004
- „Костенурките нинджа“, 2014
- „Пингвините от Мадагаскар“, 2013
- „Лило и Стич: Сериалът“, 2005
- „Шоуто на Скуби-Ду“, 2009
- „Шоуто на Шантавите рисунки“, 2012-2013
- „Хана Монтана“, 2009
- „Кунг-фу панда: Легенди за страхотния боец“, 2013